# Pit of Peril
Pit of Peril is de tweede aflevering van Thunderbirds, de Supermarionation televisieserie van Gerry Anderson. De aflevering werd voor het eerst uitgezonden op ATV Midlands op 7 oktober 1965.

## Verhaal
In de jungle van Afrika test het Amerikaanse leger een nieuw prototype transportvoertuig: de Sidewinder. De Sidewinder is een gyroscopisch gebalanceerd voertuig dat zich voortbeweegt op benen en snel door elk soort terrein kan reizen. De drie bemanningsleden, kolonel Sweeney, Johnny en Frank, zullen spoedig worden afgewisseld. Echter, wanneer de Sidewinder de jungle verlaat en een vlakte oversteekt, opent zich opeens een krater en verdwijnt het toestel onder de grond. Omgeven door vuur en dikke rook komt het toestel op zijn kant op de bodem van een put terecht.
Wanneer de Sidewinder niet op komt dagen op het afgesproken punt probeert generaal Peters contact op te nemen met de bemanning, maar zonder resultaat. Zijn collega Ralph ontdekt vanuit de helikopter in de verte de rookpluim afkomstig uit de put. Peters krijgt eindelijk contact met Sweeney, die hem vermeldt dat de Sidewinder 300 voet onder de grond ligt. De temperatuur in de put is 220 graden Fahrenheit, maar voorlopig kan de koeling van de Sidewinder de binnentemperatuur nog laag houden.
Peters laat Luitenant Mead, Sergeant Reynolds en Piloot Charlie, die eigenlijk de drie bemanningsleden van de Sidewinder zouden vervangen, naar de plek van de ramp komen met een heli-jet. Ze komen al snel tot de conclusie dat ze, zonder de daarvoor bestemde apparatuur, de 500 ton zware Sidewinder niet uit de put kunnen hijsen. Mead biedt zich aan een kijkje te gaan nemen in de put en wordt aan een kabel naar beneden gelaten. Hij kan slechts een glimp opvangen van de Sidewinder voordat de rook en hitte hem te veel worden.
John Tracy volgt intussen de hele onderneming via de radio en informeert het hoofdkwartier. Jeff laat Thunderbird 1 op voorstel van Scott al vast klaarmaken voor vertrek. Hij durft hem echter niet uit te sturen tenzij het leger daar zelf om vraagt, aangezien de test misschien een geheime militaire operatie betreft.
Ondertussen is Mead verbonden, maar door zijn zware brandwonden moet hij naar een ziekenhuis. Hij gelooft dat als ze de Sidewinder rechtop kunnen krijgen, hij zelf uit de put kan klimmen. Reynolds daalt nu af in de put met een kabel die hij om een poot van de Sidewinder moet bevestigen. Hij slaagt hier maar net in voordat ook hij bezwijkt aan de hitte en razendsnel moet worden opgetakeld. Terwijl de heli-jet Mead en Reynolds naar een ziekenhuis brengt, probeert de helikopter de Sidewinder rechtop te trekken. De machine is echter te zwaar en de kabel schiet los.
Ralph herinnert zich International Rescue en stelt voor hen op te roepen. Nu Jeff zeker weet dat het leger hun hulp wenst, stuurt hij Thunderbirds 1 en 2 eropuit. Brains wordt ook mee gestuurd.
Na te zijn gearriveerd laat Scott een speciale vliegende camera afdalen in de put voor een beter overzicht. Brains ontdekt dat de put vol ligt met wrakstukken en vermoedelijk ooit diende als dumpplaats voor het leger. In de loop der jaren is een dun laagje grond ontstaan over de put, maar die was te zwak om het gewicht van de Sidewinder te dragen. Om de Sidewinder uit de put te trekken zal ook de rest van deze dunne toplaag verwijderd moeten worden.
Met een speciaal hittebestendig pak aan daalt Virgil af in de put om op aanwijzing van Brains explosieven te plaatsen. Scott laadt de Mole uit en graaft een tunnel naar de bodem van de put om Virgil op te halen. Wanneer de twee weg zijn, blaast Brains de rest van de toplaag van de put op.
Virgil rijdt een Recovery Vehicle naar de rand van de put, die automatisch wordt gevolgd door een tweede. De voertuigen schieten magnetische klemmen af op de Sidewinder om de machine uit de put te trekken. Hoewel de machines in het losse zand minder grip hebben en een van de klemmen halverwege losschiet, weet Virgil de Sidewinder uit de put te krijgen.
Sweeney, Johnny en Frank worden in een gearriveerde noodhelikopter verpleegd aan hun verwondingen. Wanneer de Thunderbirdmachines weer vertrekken wenst generaal Peter dat International Rescue onderdeel was van zijn legereenheid.

## Rolverdeling

### Reguliere stemacteurs
- Jeff Tracy — Peter Dyneley
- Scott Tracy — Shane Rimmer
- Virgil Tracy — David Holliday
- John Tracy — Ray Barrett
- Brains — David Graham

### Gastrolen
- Kolonel Sweeney — David Graham
- Johnny — Shane Rimmer
- Frank — David Graham
- Generaal Peters — David Graham
- Ralph — Peter Dyneley
- Luitenant Mead — Ray Barrett
- Sergeant Reynolds — David Graham
- Helikopter piloot — Matt Zimmerman
- Heli-jet Pilot Charlie — Matt Zimmerman

## Belangrijkste machines
De machines in deze aflevering waren:
- Thunderbird 1
- Thunderbird 2 (met capsule 5)
- Thunderbird 5
- De Mole
- Remote-controlled Hover Camera
- Recovery Vehicles
- Sidewinder
- US Army Helikopter
- Heli-jet

## Fouten
- de straalraketten van Thunderbird 1 steken per ongeluk een boomstronk in brand wanneer Thunderbird 1 vertrekt.

## Trivia
- Pit of Peril is de aflevering met de kleinste groep van reguliere personages. Alleen Jeff, Scott, Virgil, John en Brains komen erin voor.
- Dit was de enige aflevering waar Sylvia Anderson en Christine Finn geen stemmen inspraken. Toch werden beide wel genoemd in de aftiteling.
- De Kolonel Sweeney pop werd eerder gebruikt voor piloot Captain Hanson in de aflevering Trapped in the Sky.
- Deze aflevering werd in 1991 door Alan Fennell en Steven Kyte omgezet tot een strip voor deel 4-5 van Thunderbirds: The Comic in 1991.
- Oorspronkelijk was dit een aflevering van 25 minuten. Om hem te verlengen naar 50 minuten werden onder andere scènes van de Sidewinder die door de jungle loopt, en de mislukte reddingsacties van het leger zelf toegevoegd.
- Hoewel de Sidewinder in de put op zijn kant ligt, staat het interieur van de Sidewinder de hele tijd rechtop. Dit zou een fout kunnen zijn, maar omdat Thunderbird 3 ook nooit recht naar boven vliegt, en dit interieur ook overeind blijft, wordt er op tekeningen gesproken van een zwaartekracht-compensator. Het zou kunnen dan de Sidewinder deze ook aan boord zou kunnen hebben. Het nut ervan zou dan wel onlogisch zijn.